# Wilson Kamavuaka
Wilson Kamavuaka (Düren, 29 marzo 1990) è un calciatore tedesco naturalizzato congolese (Repubblica Democratica del Congo), centrocampista dell'UT Pétange.